# Équipe cycliste Bank BGŻ
L'équipe cycliste Bank BGŻ est une ancienne équipe de cyclisme sur route polonaise, active de 2000 à 2013. De 2005 à 2013, elle a le statut d'équipe continentale et participe aux circuits continentaux de cyclisme, en particulier l'UCI Europe Tour. 

## Principales victoires

### Classiques
- Coupe des Carpates : Radosław Romanik (2005)
- Raiffeisen Grand Prix : Krzysztof Ciesielski (2005)
- Puchar Ministra Obrony Narodowej : Marcin Gebka (2006)

### Courses par étapes
- Tour de Berlin : Bernhard Bocian (2000)
- Małopolski Wyścig Górski : Grzegorz Rosoliński (2000), Mateusz Komar (2007), Marcin Sapa (2008), Artur Detko (2009) et Łukasz Bodnar (2013)
- Mémorial Andrzej Trochanowski : Mariusz Witecki (2004), Tomasz Smoleń (2012)
- Bałtyk-Karkonosze Tour : Radosław Romanik (2005, 2008), Roman Broniš (2007)
- Course de Solidarność et des champions olympiques : Robert Radosz (2006), Łukasz Bodnar (2008) et Mariusz Witecki (2012)
- Tour de Slovaquie : Radosław Romanik (2006)
- Dookoła Mazowsza : Marcin Sapa (2008)

### Championnats nationaux
- Championnat de Pologne sur route : 2
  - Course en ligne : 2008 (Marcin Sapa)
  - Contre-la-montre : 2008 (Łukasz Bodnar)

## Classements UCI
Entre 2000 et 2004, l'équipe était classée parmi les Groupes Sportifs III, soit la troisième division des équipes cyclistes professionnelles.
| Saison | Classement par équipes | Meilleur coureur au classement individuel |
| ------ | ---------------------- | ----------------------------------------- |
| 2000   | 11e (GSIII)            | Grzegorz Rosoliński (643e)                |
| 2001   | 10e (GSIII)            | Dominique Perras (719e)                   |
| 2002   | 15e (GSIII)            | Robert Radosz (557e)                      |
| 2003   | 17e (GSIII)            | Robert Radosz (569e)                      |
| 2004   | 42e (GSIII)            | Krzysztof Ciesielski (683e)               |

À partir de 2005, l'équipe participe aux circuits continentaux et principalement à des épreuves de l'UCI Europe Tour. Les tableaux ci-dessous présentent les classements de l'équipe sur les différents circuits, ainsi que son meilleur coureur au classement individuel.
UCI Africa Tour
| Saison | Classement par équipes | Meilleur coureur au classement individuel |
| ------ | ---------------------- | ----------------------------------------- |
| 2007   | 12e                    | Roman Broniš (75e)                        |

UCI Europe Tour
| Saison | Classement par équipes | Meilleur coureur au classement individuel |
| ------ | ---------------------- | ----------------------------------------- |
| 2005   | 33e                    | Radosław Romanik (73e)                    |
| 2006   | 26e                    | Robert Radosz (59e)                       |
| 2007   | 16e                    | Marcin Sapa (49e)                         |
| 2008   | 22e                    | Marcin Sapa (54e)                         |
| 2009   | 48e                    | Robert Radosz (160e)                      |
| 2011   | 81e                    | Krzysztof Jeżowski (265e)                 |
| 2012   | 38e                    | Tomasz Smoleń (66e)                       |
| 2013   | 50e                    | Łukasz Bodnar (123e)                      |

## Bank BGŻ en 2013

### Effectif
| Cycliste          | Date de naissance | Nationalité | Équipe 2012          |
| ----------------- | ----------------- | ----------- | -------------------- |
| Dariusz Batek     | 27.04.1986        | Pologne     | CCC Polsat Polkowice |
| Łukasz Bodnar     | 10.05.1982        | Pologne     | Bank BGŻ             |
| Pawel Brylowski   | 29.06.1989        | Pologne     | Bank BGŻ             |
| Mieszko Bulik     | 19.07.1990        | Pologne     |                      |
| Paweł Cieślik     | 12.04.1986        | Pologne     | Bank BGŻ             |
| Konrad Czajkowski | 11.02.1988        | Pologne     | Bank BGŻ             |
| Błażej Janiaczyk  | 27.01.1983        | Pologne     | Bank BGŻ             |
| Patryk Komisarek  | 03.03.1993        | Pologne     |                      |
| Mateusz Nowaczek  | 13.03.1991        | Pologne     |                      |
| Michał Podlaski   | 13.05.1988        | Pologne     | Bank BGŻ             |
| Tomasz Smoleń     | 03.02.1983        | Pologne     | Bank BGŻ             |
| Adam Stachowiak   | 10.07.1989        | Pologne     | Bank BGŻ             |
| Adrian Tekliński  | 03.11.1989        | Pologne     |                      |
| Mariusz Witecki   | 10.05.1981        | Pologne     | Bank BGŻ             |

### Victoires
| Date       | Course                                         | Pays    | Classe | Vainqueur     |
| ---------- | ---------------------------------------------- | ------- | ------ | ------------- |
| 14/06/2013 | 2e étape du Małopolski Wyścig Górski           | Pologne | 2.2    | Łukasz Bodnar |
| 15/06/2013 | Classement général du Małopolski Wyścig Górski | Pologne | 2.2    | Łukasz Bodnar |